# Bramstedlund
Bramstedlund (dansk) eller Bramstedtlund (tysk) er en landsby og kommune beliggende omtrent 24 kilometer vest for Flensborg på gesten (midtsletten) i det nordlige Sydslesvig og umiddelbart syd for den dansk-tyske grænse. Administrativt hører kommunen under Nordfrislands kreds i den tyske delstat Slesvig-Holsten. Kommunen samarbejder på administrativt plan med andre kommuner i omegnen i Sydtønder kommunefællesskab (Amt Südtondern). I kirkelig henseende hører Bramstedlund under Ladelund Sogn. Sognet lå i Kær Herred (Tønder Amt), da Slesvig var dansk indtil 1864.
Den nuværende kommune består af landsbyerne Bramsted og Bramstedlund. Byerne var i årene 1873 til 1954 indlemmet i Ladelund. Bramsted er første gang nævnt 1397 (Rep. dipl. 1, 4169). Stednavnet henføres til enten bram som ældre udtryk for gyvel eller personnavnet Bram. Bramstedlund er første gang nævnt 1533 (Tønder Amtsregn.). I moserne omkring byen blev tidligere gravet tørv. I den danske periode hørte landsbyen under Ladelund Sogn (Kær Herred).
En del af de tidligere skovklædte indre klitter nord for Bramdstedlund kom 1966 i militærens eje, som opførte her et (imidlertid lukket) sanitetsdepot. Højeste punkt i kommunen er Bramstedhøj.